# Viv Anderson
Vivian ("Viv") Alexander Anderson (Nottingham, 29 juli 1956) is een voormalig betaald voetballer uit Engeland, die speelde als verdediger gedurende zijn carrière.

## Clubcarrière
Anderson speelde clubvoetbal in Engeland voor onder meer Nottingham Forest, Arsenal, Manchester United, Sheffield Wednesday, Barnsley en Middlesbrough. Na zijn actieve loopbaan stapte hij het trainersvak in. Hij was onder meer coach bij Barnsley (1993-1994).

## Interlandcarrière
Anderson speelde dertig keer voor de nationale ploeg van Engeland, en scoorde tweemaal voor de nationale ploeg in de periode 1978-1988. Onder leiding van bondscoach Ron Greenwood maakte hij zijn debuut op 29 november 1978 in de vriendschappelijke wedstrijd tegen Tsjechoslowakije (1-0).
| Interlanddoelpunten | Interlanddoelpunten | Interlanddoelpunten | Interlanddoelpunten    | Interlanddoelpunten | Interlanddoelpunten | Interlanddoelpunten | Interlanddoelpunten |
| #                   | Datum               | Locatie             | Wedstrijd              | Goal(s)             | Score               | Uitslag             | Wedstrijd           |
| ------------------- | ------------------- | ------------------- | ---------------------- | ------------------- | ------------------- | ------------------- | ------------------- |
| 1                   | 14/11/1984          | Istanboel           | Turkije – Engeland     | 86'                 | 0 – 8               | 0 – 8               | WK-kwalificatie     |
| 2                   | 12/11/1986          | Londen              | Engeland – Joegoslavië | 57'                 | 2 – 0               | 2 – 0               | EK-kwalificatie     |

## Erelijst
Nottingham Forest
- Premier League

1978
- League Cup

1978, 1979
- Europacup I

1979, 1980
- Europese Supercup

1980
 Arsenal
- League Cup

1987